# 1951 în informatică
- 1950 în informatică — 1951 în informatică — 1952 în informatică

1951 în informatică a însemnat o serie de evenimente noi notabile:

## Evenimente

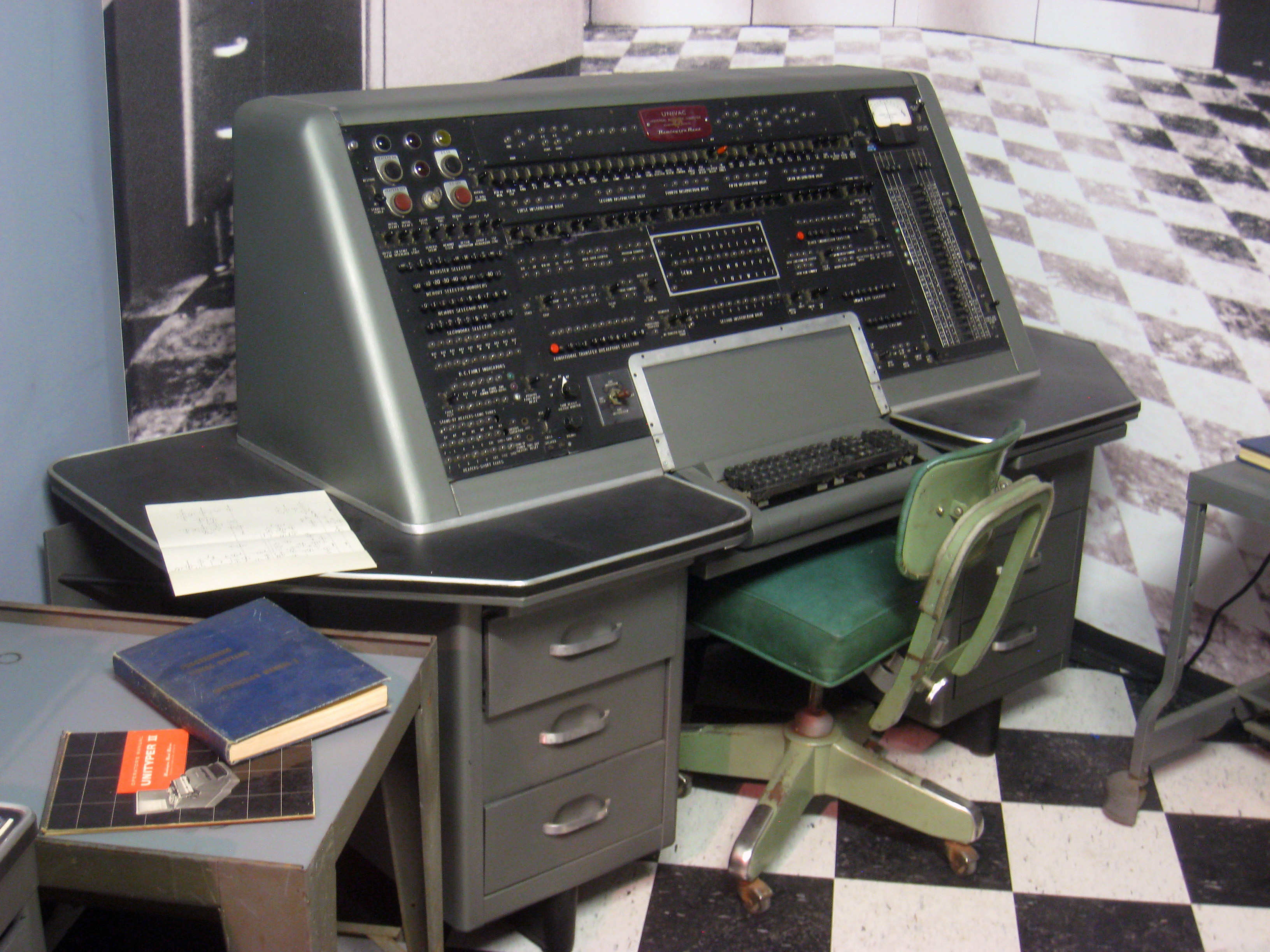
Consola UNIVAC I

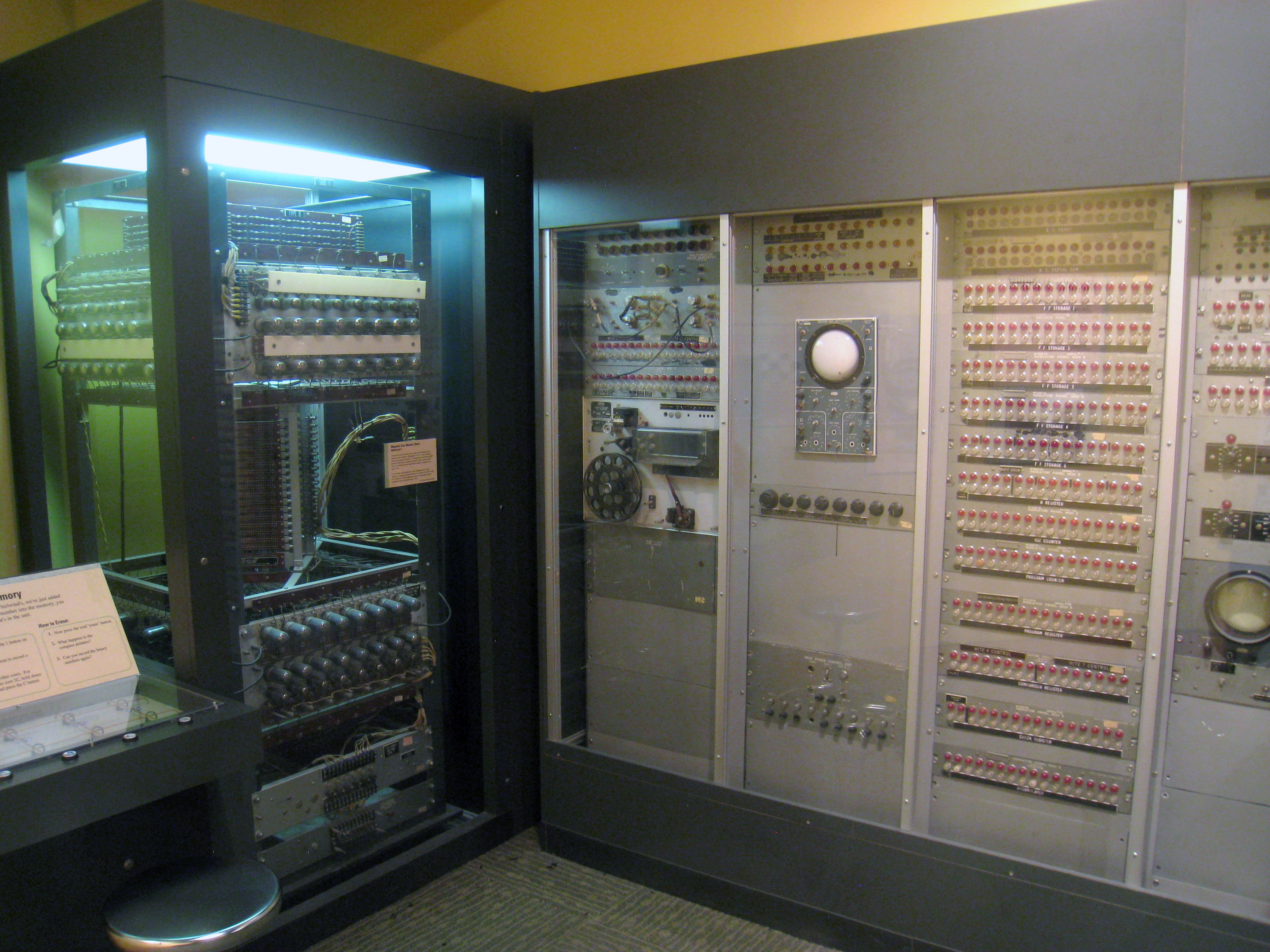
Whirlwind I

- EDVAC devine operațional. Primul computer care utilizează programe încărcate de pe bandă magnetică. Propus de către John von Neumann, a fost instalat la Institutul de Studii Avansate, Princeton, Statele Unite.

- 31 martie: John Mauchly și John Eckert construiesc UNIVAC I, primul computer comercial, instalat la  Biroul Recensământului SUA.[1][2]
- 20 aprilie:  Jay Forrester și colegii săi de la MIT finalizează Whirlwind I, un calculator american de control al apărării aeriene. Lucrul la acest calculator a început în 1948[3] pe baza unui concept din 1947. Whirlwind I și-a îndeplinit sarcinile în timp real.
- 17 noiembrie: T. Raymond Thompson, John Simmons și colegii lor de la compania J. Lyons and Co. lansează LEO I (Lyons Electronic Office I), primul calculator pentru afaceri[4][5] din lume

- Cele mai vechi înregistrări cunoscute ale muzicii generate de calculator sunt redate pe calculatorul Ferranti Mark 1.

Mark 1 este o versiune comercială a Baby (sau SSEM) de la Universitatea din Manchester. Programul muzical a fost scris de Christopher Strachey.
- În Australia, CSIRAC este folosit pentru a reda muzică - prima dată când un calculator a fost folosit ca un instrument muzical.

- Compilatorul  A-0 de nivel înalt este inventat de Grace Hopper. Este primul compilator din lume.